# Certosa San Lorenzo di Galluzzo

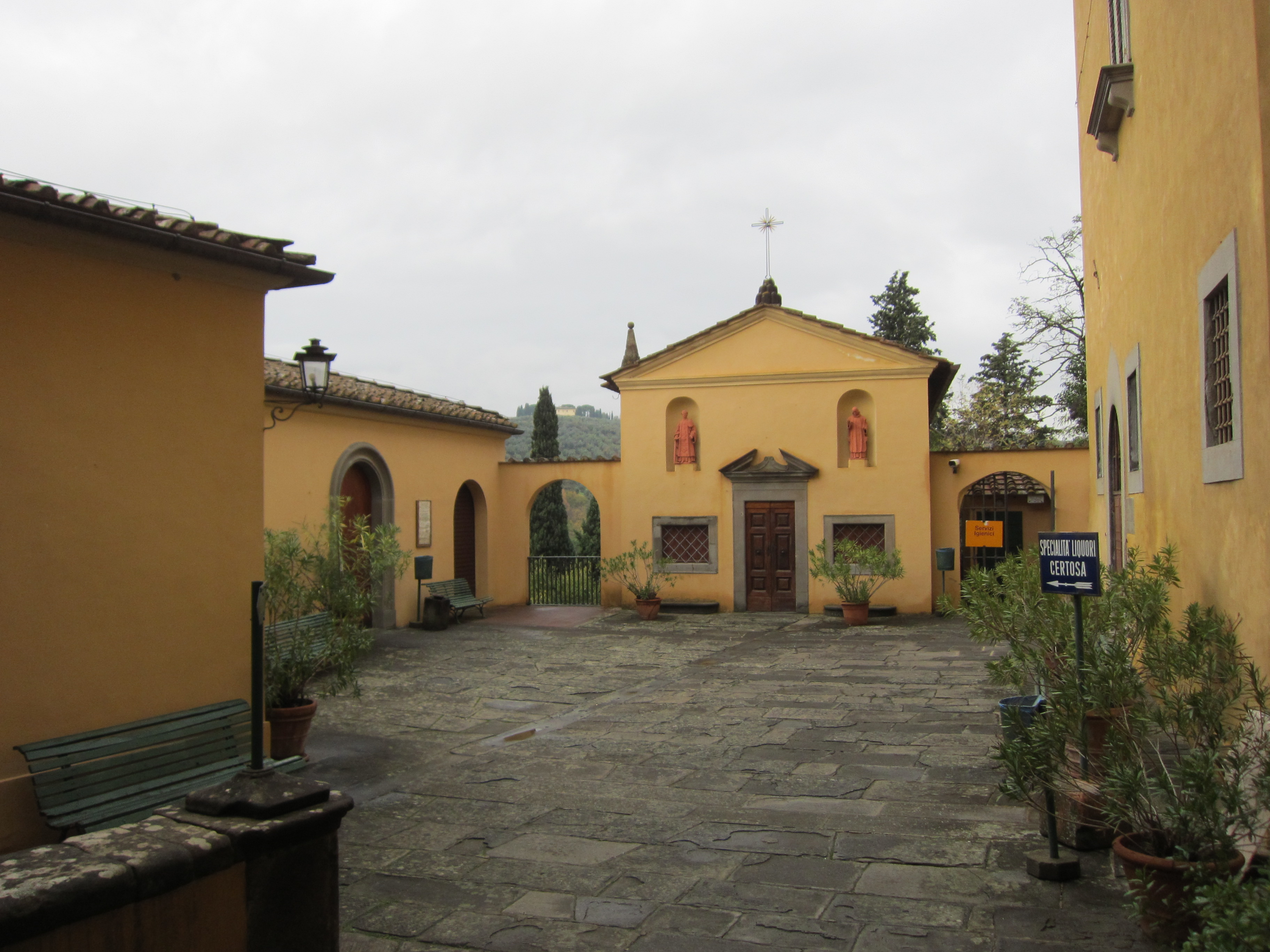
Innenhof mit Kapelle

Die Certosa San Lorenzo di Galluzzo (auch Certosa di Firenze) ist ein ehemaliges Kloster der Kartäuser.

## Lage

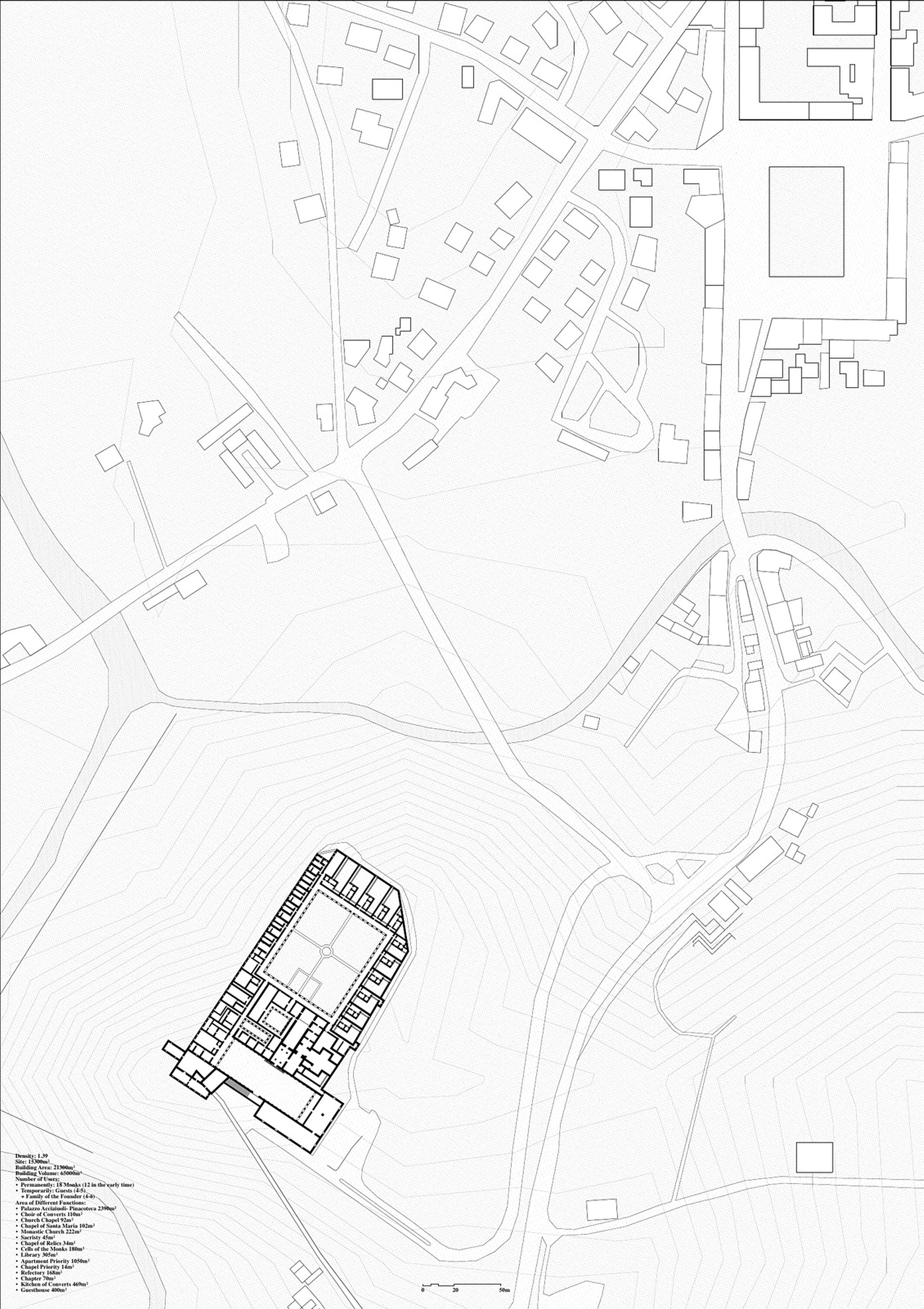
Grundriss und Lage des Klosters

Die Kartause befindet sich auf dem Monte Acuto, etwa fünf Kilometer südlich der Innenstadtzone von Florenz, im Stadtteil Galluzzo, nahe dem Zusammenfluss der Flüsse Ema und Greve.

## Geschichte
Niccolò Acciaiuoli, Großseneschall des Königreichs Neapel, formulierte in seinem Testament von 1338 den Wunsch, ein Kartäuserkloster zu gründen. Die Schenkungsurkunde über das an der Straße von Florenz nach Siena gelegene Kloster datiert von 1342.
Eigentlich sollte außer dem Bereich für die Kartäusergemeinschaft noch ein Palast für die Familie Acciaiuoli sowie eine Studentenherberge (hospitium) für 50 Bewohner auf dem Klosterareal entstehen; beiden Plänen widersetzten sich die kontemplativen Einsiedler.
Von 1866 bis 1958 lebte nach längerer Unterbrechung wieder eine Kartäusergemeinschaft vor Ort; danach ging das Kloster an den Zisterzienserorden über. Dieser Orden gestattet, im Gegensatz zu den Kartäusern, einen Besuch der Anlage durch Außenstehende.

## Kunstschätze
Der Palast der Acciaiuoli dient heute als Pinakothek und beherbergt die aus dem Großen Kreuzgang abgenommenen Fresken mit Passionsszenen, die Pontormo 1523 malte, sowie die Kopien, die Jacopo Chimenti Ende des 16. Jahrhunderts davon anfertigte.
In der Klosterkirche (14. Jahrhundert) ist der Mönchschor (16. Jahrhundert) bemerkenswert, denn die voneinander abgetrennten Sitzplätze spiegeln das eremitische Ideal der Kartäuser.
Um den Großen Kreuzgang gruppieren sich die Wohnungen der Kartäuser (Wohnraum, Studierzimmer, Schlafzelle und Gärtchen). In den Zwickeln befinden sich Büsten aus der Werkstatt von Giovanni della Robbia (um 1523), die biblische Personen darstellen.

## Sonstiges
Das Kloster hat seit 2002 im Internet eine fast lückenlose Datenbank aller Zisterzienserklöster weltweit aufgebaut. Allerdings sind die Einträge zu einzelnen Klöstern oft spärlich und die Inhalte nur auf Italienisch abrufbar.